# Hildon

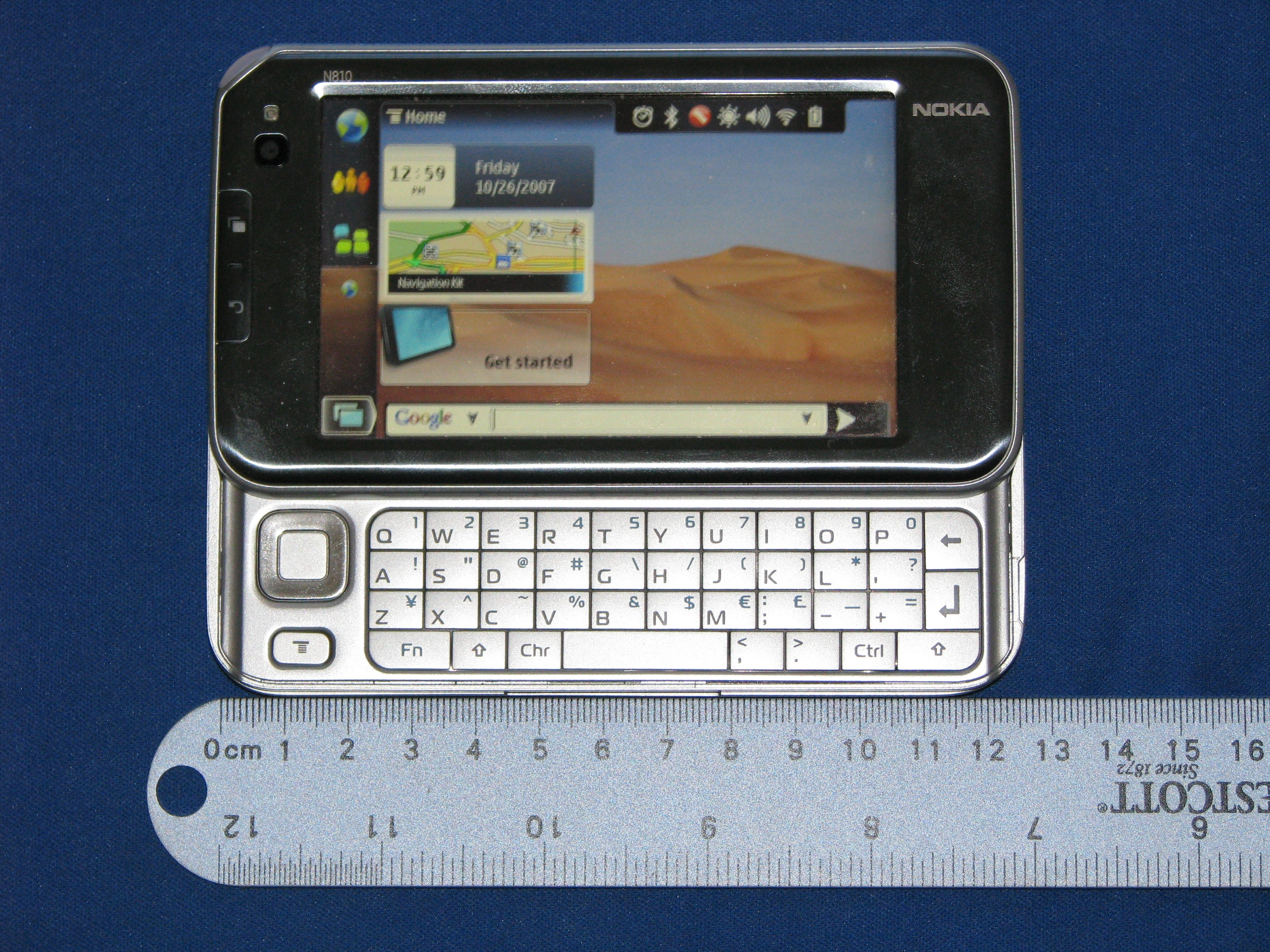
Hildon in Maemo auf N810

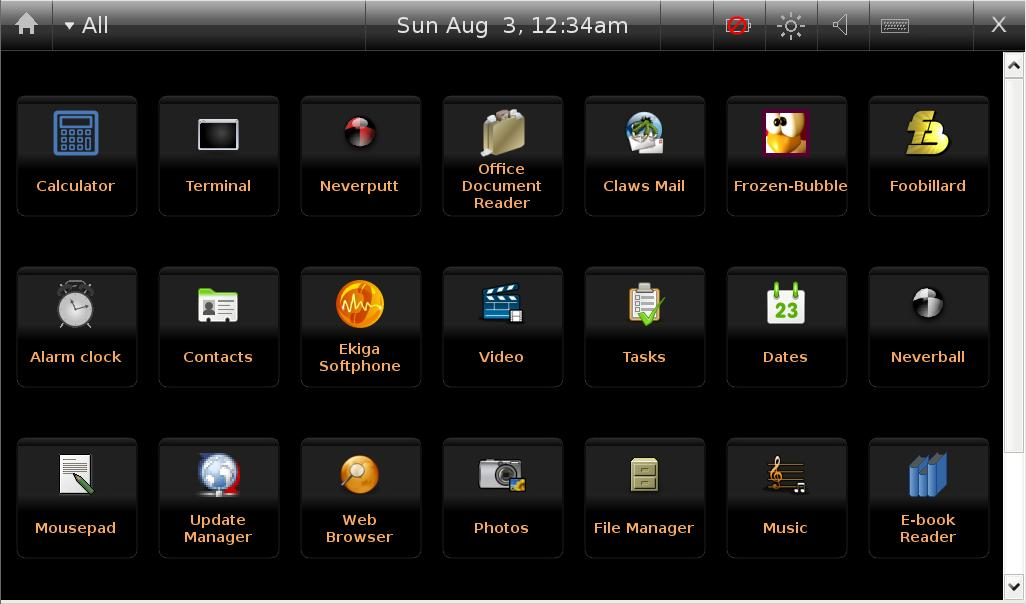
Hildon in Ubuntu Mobile and Embedded Edition

Hildon ist ein Anwendungsframework, das ursprünglich für mobile Geräte (PDAs, Mobiltelefone etc.) entwickelt wurde. Es basiert auf dem Linux Betriebssystem. Es wurde von Nokia für das Maemo Betriebssystem entwickelt und ist nun ein Teil von GNOME. Sein Schwerpunkt liegt in der Bereitstellung einer Benutzerschnittstelle, die für die Bedienung mit dem Finger optimiert ist. Hauptsächlich ist es ein Satz von GTK-Erweiterungen, die diese Mobilgerät-orientierte Funktionalität bietet. Es beinhaltet aber ebenso eine Desktopumgebung mit Taskmanager zum Öffnen und Umschalten zwischen Programmen, ein Control Panel für Benutzereinstellungen, eine Statusbar, eine Taskbar und Startbildschirm-Applets. Das Framework ist Standard auf der Maemo Plattform, die auf den Nokia Internet Tablets verwendet wird.
Hildon wurde auch als Framework für die Ubuntu Mobile and Embedded Edition ausgewählt.

## Komponenten
Das Hildon Framework beinhaltet Komponenten, die eine effektive Desktopumgebung bieten.

### Hildon Application Manager
Der Hildon Application Manager (Anwendungsmanager) der grafische Paketmanager in Hildon, basierend auf den Debian Paketmanagement-Tools APT und dpkg. Er bietet eine grafische Oberfläche für die Installation, Aktualisierung und das Entfernen von Paketen. Es ist ein beschränkter Paketmanager, der speziell für Endbenutzer entwickelt wurde, so dass kein direkter Zugriff auf Systemdateien und Bibliotheken gegeben ist. Mit der Diablo Ausgabe von Maemo unterstützt der Hildon Application Manager nun das "Seamless Software Update" (SSU), mit welchen dank einer Reihe von Funktionen eine Systemaktualisierung sehr einfach durchgeführt werden kann.

### Hildon Control Panel
Hildon Control Panel (Systemsteuerung) ist die Benutzerschnittstelle für Systemeinstellungen in Hildon. Sie bietet einfachen Zugriff auf Kontrollfelder zum Ändern der Systemeigenschaften.

### Hildon Desktop
Hildon Desktop ist die primäre UI-Komponente von Hildon und macht damit den Großteil dessen aus, was die Nutzer als "Hildon" sehen. Es kontrolliert das Starten von und Umschalten zwischen Programmen, bietet eine allgemeine Systemkontrolle und liefert Schnittstellen für die Taskbar (Anwendungsmenü und Taskwechsel), Statusbar (Helligkeit- und Lautstärkeeinstellungen) sowie Applets/Widgets des Homescreens (Internet Radio und Netzsuche)